# Julio César Vargas Calderón
Julio César Vargas Calderón ( * 26 de abril de 1903 - 30 de noviembre de 2002 ) fue un botánico, pteridólogo, y explorador peruano.
Realizó extensas exploraciones botánicas en su país y en otros países andinos, actualmente su "Herbario Vargas" está catalogado CUZ

## Algunas publicaciones
- 1946. Diez Años al Servicio de la Botánica en la Universidad del Cuzco: Homenaje a la Universidad Nacional del Cuzco en su 250º Aniversario, noviembre de 1946, Cuzco, Perú. Lima (enlace roto disponible en Internet Archive; véase el historial, la primera versión y la última).

### Libros
- 1949, 1954. Las Papas Sudperuanas . . . Cuzco[http://asaweb.huh.harvard.edu:8080/databases/publications?id=16445 (enlace roto disponible en Internet Archive; véase el historial, la primera versión y la última).].

## Honores
Unas 143 nuevas especies se nombraron en su honor, entre ellas:
- (Acanthaceae) Suessenguthia vargasii Wassh. 1970
- (Alstroemeriaceae) Bomarea vargasii Hofreiter 2003
- (Amaryllidaceae) Ismene vargasii (Velarde) Gereau & Meerow 1993
- (Araceae) Gorgonidium vargasii Bogner & Nicolson 1988
- (Aspleniaceae) Asplenium vargasii Abbiatti 1966
- (Asteraceae) Adenostemma vargasii R.M.King & H.Rob. 1983
- (Asteraceae) Mikania vargasii W.C.Holmes & McDaniel 1977
- (Bombacaceae) Eriotheca vargasii (Cuatrec.) A.Robyns 1963
- (Boraginaceae) Cordia vargasii I.M.Johnst. 1956
- (Cactaceae) Sulcorebutia vargasii Diers & Krahn 2005
- (Caesalpiniaceae) Senna vargasii (Schery) H.S.Irwin & Barneby 1982
- (Costaceae) Costus vargasii Maas & H.Maas 1990
- (Gesneriaceae) Besleria vargasii C.V.Morton 1945
- (Lamiaceae) Clinopodium vargasii (Epling & Mathias) Govaerts 1999
- (Melastomataceae) Miconia vargasii Wurdack 1972
- (Ophioglossaceae) Botrychium vargasii Copel. 1953
- (Orchidaceae) Alaticaulia vargasii (C.Schweinf.) Luer 2006
- (Orchidaceae) Epidendrum vargasii Christenson & Nauray 2001
- (Orchidaceae) Huntleya vargasii Dodson & D.E.Benn. 1989
- (Oxalidaceae) Oxalis vargasii Lourteig 2000
- (Poaceae) Nassella vargasii (Tovar) Peñail. 1988
- (Solanaceae) Brachistus vargasii (Dunal ex DC.) Pittier 1947
- (Sterculiaceae) Byttneria vargasii Cristóbal 1976
- (Viscaceae) Phoradendron vargasii Kuijt 2003

- La abreviatura «Vargas» se emplea para indicar a Julio César Vargas Calderón como autoridad en la descripción y clasificación científica de los vegetales.[2]